# Louis Matthy
Louis de Matthy, Ludwik Mathy (ur. w Gdańsku, zm. 7 listopada 1757 w Gdańsku) – kupiec, armator i obywatel Gdańska, dyplomata francuski.
Nominowany komisarzem królewskim w Gdańsku 9 grudnia 1706, komisarzem francuskiej marynarki od 6 listopada 1715, i konsulem tamże od 1 lutego 1716. Obowiązki pełnił do 1757.
Wcześniej funkcję rezydenta Francji w Gdańsku pełnił też jego ojciec Claude Matthy (1704–1706).